# Ilija Lončarević
Ilija Lončarević (Cajkovci, 8 ottobre 1944) è un allenatore di calcio croato.

## Carriera
Comincia la propria carriera in patria, allenando il NK Zagabria dal 1994 al 2006. Nel 2003 viene nominato commissario tecnico della nazionale libica. Mantiene l'incarico fino al luglio del 2004. Nell'aprile del 2005 viene richiamato sulla panchina della nazionale libica, che guida alla Coppa d'Africa 2006. Il 14 novembre viene chiamato dall'Osijek, che allena fino al 26 settembre 2008. Nel gennaio del 2009 firma un contratto con il Lokomotiva Zagabria. Due mesi dopo verrà sollevato dall'incarico. Il 21 giugno 2009 diventa allenatore del Tirana, squadra della prima serie albanese. Rimane in carica fino al 6 ottobre 2009. L'11 aprile 2010 firma un contratto con l'Inter Zaprešić, che allena fino al 22 aprile 2012. Il 20 aprile 2013 l'HNK Gorica ne annuncia l'ingaggio. Rimane in carica fino al 30 novembre 2014.

## Palmarès

### Allenatore

#### Competizioni nazionali
- Coppa di Croazia: 2

InKer Zaprešić: 1992
Dinamo Zagabria: 2000-2001
- Slobodna Hrvatska: 1

InKer Zaprešić: 1991
- Supercoppa d'Albania: 1

Tirana: 2009